# Zona tropical
As zonas tropicais são zonas térmicas da Terra e estão presentes tanto no hemisfério norte como no sul.
Nas zonas quentes o sol alcança o zênite (ponto mais alto do céu) duas vezes ao ano. No dia 21/22 de junho o sol se encontra sobre o Trópico de Câncer, aproximadamente na latitude 23.5 °N e sobre o Trópico de Capricórnio (~23.5 °S), no dia 21/22 de dezembro. O índice UV varia muito pouco, ao longo do ano, nas zonas quentes devido ao ângulo máximo do sol sobre os Trópicos de Câncer e Capricórnio, que nunca é menor que 43, fazendo com que o índice UV não adquira valores menores de 5 sobre essas regiões.

## Características
- A zona tropical compreende a zona ao redor do equador, de 23,5° mais ao norte até 23,5° de latitude sul

- Alcança o Sol no zênite  90°C em relação ao solo, pelo menos uma vez por ano, nunca abaixo de 43° Celsius

- Tem temperatura média entre 20 a 30°C. Já a temperatura mínima é  de 0°C (sem geada). A temperatura máxima raramente passa dos 40°.

- A radiação solar é positiva

- A duração do dia é de 10 a 13,5 horas

- As precipitações são definidas pelos ventos alísios e sua mudança sazonal

- O clima é úmido - quente. Frequentemente precipitação (úmida), às vezes (curta) seca. "Dia" em vez de "clima sazonal" (as mudanças diárias na temperatura são maiores do que as mudanças anuais das médias diárias).
- A Vegetação é de florestas perenes e savana.

- Mais de 40% da população da Terra vive nos trópicos, com uma tendência crescente.

## Subdivisões
Dentro dos Trópicos, há diferentes zonas de vegetação. Elas dependem do tempo durante o qual há água suficiente disponível para as plantas crescerem. A diferenciação é feita de acordo com o número de meses secos e úmidos
- úmido: 12 a 9½ meses úmidos = floresta tropical

- semiúmido: 9 ½ a 7 meses úmidos = savana úmida

- semiúmido: 7 a 4½ meses úmidos = savana seca

- semiárido: 4 1/2 a 2 meses úmidos = savana espinhosa e

- árido: 2 a 0 meses úmidos = deserto.

Próximo ao equador o clima úmido muda para um clima tropical semiúmido ou semiárido em direção aos Trópicos, o que resulta em diferentes ecozonas de florestas tropicais a vários tipos de savana até os semidesertos e desertos tropicais.
Nos trópicos úmidos, que circundam o equador, com exceção da África Oriental e dos Andes, formam-se florestas tropicais. Os trópicos semi-úmidos, nos quais as estações seca e chuvosa moldam as estações, são caracterizados por savanas, florestas secas e florestas de monções, que emolduram as florestas tropicais. As áreas úmidas do Pantanal na América do Sul também pertencem a esta zona. Os trópicos áridos são desertos e semidesertos, onde ocorrem apenas pequenas mudanças de temperatura ao longo do ano.

## Florestas tropicais
Florestas luxuriantes encontradas em terras altas e baixas tropicais úmidas ao redor do Equador. As florestas tropicais, que em todo o mundo constituem um dos maiores biomas da Terra (principais zonas de vida), são dominadas por árvores de folhas largas que formam um denso dossel superior (camada de folhagem) e contêm uma variedade diversificada de vegetação e outras formas de vida. Ao contrário do pensamento comum, nem todas as florestas tropicais ocorrem em locais com chuvas altas e constantes; por exemplo, nas chamadas “florestas tropicais secas” do nordeste da Austrália, o clima é pontuado por uma estação seca, o que reduz a precipitação anual.
As florestas tropicais representam o mais antigo tipo de vegetação principal ainda presente na Terra terrestre. Como toda vegetação, no entanto, a da floresta tropical continua a evoluir e mudar, então as florestas tropicais modernas não são idênticas às florestas tropicais do passado geológico.
floresta tropical, floresta luxuriante encontrada em terras altas e baixas tropicais úmidas ao redor do Equador.  As florestas tropicais, que no mundo todo constituem um dos maiores biomas da Terra (principais zonas de vida), são dominadas por árvores de folhas largas que formam uma densa copa superior (camada de folhagem) e contêm uma variedade diversificada de vegetação e outras formas de vida. Ao contrário do pensamento comum, nem todas as florestas tropicais ocorrem em locais com chuvas altas e constantes; por exemplo, nas chamadas “florestas tropicais secas” do nordeste da Austrália, o clima é pontuado por uma estação seca, o que reduz a precipitação anual. Este artigo abrange apenas as florestas tropicais mais ricas — as florestas tropicais dos trópicos sempre úmidos.
As florestas tropicais representam o mais antigo tipo de vegetação principal ainda presente na Terra terrestre. Como toda vegetação, no entanto, a da floresta tropical continua a evoluir e mudar, então as florestas tropicais modernas não são idênticas às florestas tropicais do passado geológico.
As florestas tropicais crescem principalmente em três regiões: o sub-reino botânico da Malésia, que se estende de Mianmar (Birmânia) a Fiji e inclui toda a Tailândia, Malásia, Indonésia, Filipinas, Papua Nova Guiné, Ilhas Salomão e Vanuatu e partes da Indochina e da Austrália tropical; América do Sul e Central tropicais, especialmente a bacia amazônica; e África Ocidental e Central. Áreas menores de floresta tropical ocorrem em outros lugares nos trópicos, onde quer que o clima seja adequado. As principais áreas de floresta tropical decídua (ou florestas de monções) estão na Índia, na região costeira de Mianmar-Vietnã-sul da China e no leste do Brasil, com áreas menores na América do Sul e Central ao norte do Equador, nas Índias Ocidentais, no sudeste da África e no norte da Austrália.
As florestas tropicais representam o mais antigo tipo de vegetação principal ainda presente na Terra terrestre. Como toda vegetação, no entanto, a da floresta tropical continua a evoluir e mudar, então as florestas tropicais modernas não são idênticas às florestas tropicais do passado geológico.
As plantas com flores (angiospermas) evoluíram e se diversificaram pela primeira vez durante o Período Cretáceo, há cerca de 100 milhões de anos, período em que as condições climáticas globais eram mais quentes e úmidas do que as atuais. Os tipos de vegetação que evoluíram foram as primeiras florestas tropicais, que cobriam a maior parte das superfícies terrestres da Terra naquela época. Somente mais tarde — durante o meio do Período Paleogeno, há cerca de 40 milhões de anos — climas mais frios e secos se desenvolveram, levando ao desenvolvimento em grandes áreas de outros tipos de vegetação.
Não é nenhuma surpresa, portanto, encontrar a maior diversidade de plantas floridas hoje nas florestas tropicais onde elas evoluíram pela primeira vez. De particular interesse é o fato de que a maioria das plantas floridas que exibem as características mais primitivas são encontradas em florestas tropicais (especialmente florestas tropicais) em partes do Hemisfério Sul, particularmente América do Sul, norte da Austrália e regiões adjacentes do Sudeste Asiático, e algumas ilhas maiores do Pacífico Sul. Das 13 famílias de angiospermas geralmente reconhecidas como as mais primitivas, todas, exceto duas — Magnoliaceae e Winteraceae — são predominantemente tropicais em sua distribuição atual. Três famílias — Illiciaceae, Magnoliaceae e Schisandraceae — são encontradas predominantemente em florestas tropicais do Hemisfério Norte. Cinco famílias — Amborellaceae, Austrobaileyaceae, Degeneriaceae, Eupomatiaceae e Himantandraceae — são restritas a florestas tropicais na região tropical da Australásia.  Membros das Winteraceae são compartilhados entre esta última região e a América do Sul, aqueles das Lactoridaceae crescem apenas nas ilhas do sudeste do Pacífico de Juan Fernández, membros das Canellaceae são compartilhados entre a América do Sul e a África, e duas famílias — Annonaceae e Myristicaceae — geralmente ocorrem em regiões tropicais. Isso levou algumas autoridades a sugerir que o berço original da evolução das angiospermas pode estar em Gondwana, um supercontinente do Hemisfério Sul que se acredita ter existido na Era Mesozóica (252 a 66 milhões de anos atrás) e consistia na África, América do Sul, Austrália, Índia peninsular e Antártida. Uma explicação alternativa para esse padrão geográfico é que no Hemisfério Sul, especialmente em ilhas, há mais refúgios — ou seja, áreas isoladas cujos climas permaneceram inalterados enquanto os das áreas circundantes mudaram, permitindo que formas de vida arcaicas persistissem.

## Amazônia

#### Zona de Clima Tropical: Clima Quente e Úmido no Norte
A zona de clima tropical cobre a maior parte da região norte do Brasil, incluindo os estados do Amazonas, Pará e Roraima. Esta região apresenta altas temperaturas e umidade durante todo o ano, com temperaturas médias variando de 25 a 30 graus Celsius. A estação chuvosa nesta zona ocorre tipicamente de dezembro a maio, com chuvas fortes e tempestades ocasionais.[carece de fontes?]

#### Zona Climática Equatorial: Clima Chuvoso e Úmido na Amazônia
A zona climática equatorial abrange a região amazônica do Brasil, incluindo os estados do Amazonas, Acre e Rondônia. Esta região apresenta altas temperaturas e umidade durante todo o ano, com temperaturas médias variando de 25 a 30 graus Celsius. Chuvas fortes ocorrem durante todo o ano, sem estação seca distinta.

## Horticultura na zona tropical
Não há uma linha de demarcação nítida entre os trópicos e os subtrópicos. Assim como muitas plantas tropicais podem ser cultivadas nos subtrópicos, também muitas plantas subtropicais e até temperadas podem ser cultivadas satisfatoriamente nos trópicos. A elevação é um fator determinante. Por exemplo, o feijão-de-correr escarlate, uma planta comum em regiões temperadas, cresce, floresce e desenvolve vagens normalmente nas altas encostas do Monte Meru na África, perto do Equador, mas não produzirá vagens em Hong Kong, uma situação subtropical um pouco ao sul do Trópico de Câncer, mas em baixa elevação.
Além da altitude, outro determinante é a distribuição anual da precipitação. Plantas que crescem e florescem em áreas de monções, como na Índia, não prosperarão onde o clima é uniformemente úmido, como em Bougainville nas Ilhas Salomão. Outro fator é a duração do dia, o número de horas que o Sol está acima do horizonte; algumas plantas florescem apenas se o dia for longo, mas outras crescem durante os dias longos e florescem quando o dia é curto. Certas linhagens da planta Cosmos são tão sensíveis à luz que onde o dia é sempre de cerca de 12 horas, como perto do Equador, elas florescem quando têm apenas alguns centímetros de altura; se cultivadas perto do Trópico de Câncer ou do Trópico de Capricórnio, elas atingem uma altura de vários pés, se as sementes forem semeadas na primavera, antes de florescer nos dias curtos do outono e inverno. A poinsétia é uma planta de dia curto que pode ser vista em flor em Cingapura em qualquer dia do ano, enquanto em Trinidad é uma explosão de glória apenas no final de dezembro.

## Conexão entre o Sul Global e a Zona Tropical
Há uma sobreposição considerável ao se analisar os mapas do Sul Global e da Zona Tropical. Muitos países do Sul Global estão localizados, total ou parcialmente, dentro da zona tropical. Essa relação geográfica tem implicações profundas para as características socioeconômicas, culturais e ambientais dessas nações.